# Rio Gârlişte (Caraş)
O Rio Gârlişte é um rio da Romênia, afluente do Rio Caraş, localizado no distrito de Caraş-Severin.